# Асбестовский
Асбестовский — посёлок в муниципальном образовании город Алапаевск Свердловской области России. С 1941 по 2004 год имел статус рабочего посёлка (посёлка городского типа).

## Географическое положение
Посёлок расположен в 21 километрах (по автодороге в 30 километрах) к юго-западу от города Алапаевска, в лесной местности, в истоке реки Мельничный Ключ (левый приток Нейвы).

## История
Посёлок основан 30 апреля 1908 года как поселение Куделька, где началась добыча асбеста, построены рудник, фабрика, жильё для рабочих. Всем владели потомки известного в России крупного горнозаводчика владельца 22 заводов С. Я. Яковлева.
В 1919 году поселение Куделька переименовано в посёлок Асбест.
Осенью 1941 года в посёлок был эвакуирован Московский чугунолитейный завод, который выпускал чугунные печки для обогрева окопов на фронте, кухонные котлы на 100 литров. Посёлок получил статус рабочего посёлка Асбестовского, подчинённого Алапаевскому горсовету.
Была построена обогатительная фабрика. Асбест экспортировался в Германию, Францию, США. В 1999 году добыча асбеста прекращена, осталась только добыча щебня.
31 декабря 2004 года в соответствии с законом № 115-ОЗ Свердловской области посёлок Асбестовский отнесен к категории сельских населённых пунктов в составе муниципального образования город Алапаевск.

## Население
| 1959 | 1970  | 1979  | 1989  | 2002  | 2010  |
| ---- | ----- | ----- | ----- | ----- | ----- |
| 2367 | ↘1655 | ↘1532 | ↗1591 | ↘1229 | ↗1274 |

## Медицина
Общеврачебная практика располагается в здании бывшей Асбестовской участковой больницы по адресу: ул. Гоголя, дом 21.